# Herb Czyżewa
Herb Czyżewa – jeden z symboli miasta Czyżew i gminy Czyżew w postaci herbu.

## Wygląd i symbolika
Herb przedstawia na błękitnej tarczy dwa klucze srebrny i złoty ułożone równolegle względem siebie i przekrzyżowane ze srebrnym mieczem o złotej rękojeści, w górnej części tarczy centralnie położoną srebrną lilię ze złota przepaską.
Lilia srebrna ze złotą przepaską zaczerpnięta została z herbu Czyżewskich i Godlewskich – wieloletnich właścicieli Czyżewa. Klucze z mieczem to atrybuty świętych Piotra i Pawła, patronów miejscowej parafii. Stylizacja miecza i kluczy pochodzi z przedstawienia z kościoła parafialnego.

## Historia
Godlewscy wystarali się o pierwsze prawa miejskie Czyżewa. Nie zachowały się żadne pieczęcie miejskie z tego okresu, ale niewykluczone, że zawierały godło herbu założycieli. 3 maja 2012 roku Rada Miejska ustanowiła herb projektu Pawła Dudzińskiego i Wojciecha Tutaka.